# Verba volant, scripta manent
Verba volant, scripta manent — приказка (прислів'я) часів Давнього Риму. У перекладі  (з латинської): 

| "Слова відлітають, написане залишається". |
Інша версія: Littera scripta manent - Написане залишається.

## Відомі застосування
- У своїх промовах вираз використовував римський сенатор Гай Тіцій[1]

- "Своїми науковими працями він (Альфред Тромбетті) завоював собі почесне ім'я в історії лінгвістики. Тромбетті помер, але його scripta manent". (М. Я. Немировський, Альфред Тромбетті).